# Багой (любимец)
Вижте пояснителната страница за други личности с името Багой.
Багой (на староперсийски: 𐎲𐎦𐎡, на старогръцки: Βαγώας, Bagōas) е евнух в Персийската империя през IV век пр.н.е., любовник на Дарий III, и по-късно на Александър Велики.
След убийството на Дарий III през 330 г. пр. Хр. в Бактрия той отива в свитата на Александър Велики. Той издейства помилването на Набарзан, който участва в убийството на Дарий III от Бес.
През 326/325 г. пр. Хр. той печели състезание по танци в театъра на Пура, столицата на Гедрозия. 